# Scottish Cup 2001-2002
La Scottish Cup 2001-02 è stata la 117ª edizione del torneo. Si è conclusa il 4 maggio 2002. I Rangers hanno vinto il trofeo per la 30ª volta.

## Primo turno
| Squadra 1       | Risultato | Squadra 2          |
| --------------- | --------- | ------------------ |
| Albion Rovers   | 0 - 0     | Elgin City         |
| Alloa Athletic  | 3 - 1     | Dumbarton          |
| Brechin City    | 4 - 0     | Stenhousemuir      |
| Clydebank       | 1 - 0     | Peterhead          |
| Greenock Morton | 1 - 2     | Queen of the South |
| Stirling Albion | 2 - 1     | Buckie Thistle     |
| Tarff Rovers    | 1 - 4     | Montrose           |
| Wick Academy    | 2 - 3     | Threave Rovers     |

### Replay
| Squadra 1  | Risultato | Squadra 2     |
| ---------- | --------- | ------------- |
| Elgin City | 0 - 1     | Albion Rovers |

## Secondo turno
| Squadra 1           | Risultato | Squadra 2          |
| ------------------- | --------- | ------------------ |
| Alloa Athletic      | 1 - 0     | Queen of the South |
| Berwick Rangers     | 1 - 0     | Cowdenbeath        |
| Brechin City        | 0 - 1     | Albion Rovers      |
| Clydebank           | 0 - 1     | Stranraer          |
| Deveronvale         | 0 - 0     | Spartans           |
| East Stirlingshire  | 0 - 0     | Forres Mechanics   |
| Forfar Athletic     | 2 - 0     | Threave Rovers     |
| Gala Fairydean      | 1 - 0     | Stirling Albion    |
| Hamilton Academical | 4 - 0     | Montrose           |
| Queen's Park        | 0 - 0     | East Fife          |

### Replay
| Squadra 1        | Risultato       | Squadra 2          |
| ---------------- | --------------- | ------------------ |
| East Fife        | 2 - 2 (4-2 dtr) | Queen's Park       |
| Forres Mechanics | 3 - 1           | East Stirlingshire |
| Spartans         | 1 - 2           | Deveronvale        |

## Terzo turno
| Squadra 1           | Risultato | Squadra 2        |
| ------------------- | --------- | ---------------- |
| Albion Rovers       | 1 - 4     | Livingston       |
| Alloa Athletic      | 0 - 5     | Celtic           |
| Arbroath            | 0 - 2     | Inverness        |
| Berwick Rangers     | 0 - 0     | Rangers          |
| Clyde               | 1 - 0     | St. Mirren       |
| Deveronvale         | 0 - 6     | Ayr Utd          |
| Dundee              | 1 - 1     | Falkirk          |
| Dundee Utd          | 3 - 0     | Forres Mechanics |
| Dunfermline         | 3 - 1     | Motherwell       |
| East Fife           | 2 - 4     | Partick Thistle  |
| Gala Fairydean      | 0 - 5     | Forfar Athletic  |
| Hamilton Academical | 1 - 0     | Raith Rovers     |
| Hearts              | 2 - 1     | Ross County      |
| Kilmarnock          | 3 - 0     | Airdrieonians    |
| St. Johnstone       | 0 - 2     | Aberdeen         |
| Stranraer           | 0 - 0     | Hibernian        |

### Replay
| Squadra 1 | Risultato | Squadra 2       |
| --------- | --------- | --------------- |
| Falkirk   | 0 - 1     | Dundee          |
| Hibernian | 4 - 0     | Stranraer       |
| Rangers   | 3 - 0     | Berwick Rangers |

## Quarto turno
| Squadra 1       | Risultato | Squadra 2           |
| --------------- | --------- | ------------------- |
| Aberdeen        | 2 - 0     | Livingston          |
| Ayr Utd         | 3 - 0     | Dunfermline         |
| Clyde           | 1 - 2     | Forfar Athletic     |
| Dundee Utd      | 4 - 0     | Hamilton Academical |
| Hearts          | 1 - 3     | Inverness           |
| Kilmarnock      | 0 - 2     | Celtic              |
| Partick Thistle | 1 - 1     | Dundee              |
| Rangers         | 4 - 1     | Hibernian           |

### Replay
| Squadra 1 | Risultato | Squadra 2       |
| --------- | --------- | --------------- |
| Dundee    | 1 - 2     | Partick Thistle |

## Quarti di finale
| Squadra 1       | Risultato | Squadra 2 |
| --------------- | --------- | --------- |
| Aberdeen        | 0 - 2     | Celtic    |
| Dundee Utd      | 2 - 2     | Ayr Utd   |
| Forfar Athletic | 0 - 6     | Rangers   |
| Partick Thistle | 2 - 2     | Inverness |

### Replay
| Squadra 1 | Risultato | Squadra 2       |
| --------- | --------- | --------------- |
| Ayr Utd   | 2 - 0     | Dundee Utd      |
| Inverness | 0 - 1     | Partick Thistle |

## Semifinali
| Squadra 1     | Risultato | Squadra 2       |
| ------------- | --------- | --------------- |
| 23 marzo 2002 |           |                 |
| Celtic        | 3 - 0     | Ayr Utd         |
| 24 marzo 2002 |           |                 |
| Rangers       | 3 - 0     | Partick Thistle |

## Finale
| Arbitro: | Hugh Dallas |

|                        |           |                                    |
| Hartson 19’, Baldé 50’ | Marcatori | 21’, 90’ Løvenkrands, 69’ Ferguson |